# ゼニゲッチュー!!
『ゼニゲッチュー!!』は、日本テレビ系列で2001年5月20日から6月24日まで放送されていたテレビドラマ。主演は風間俊介と錦戸亮と長谷川純（トリプル主演）。全6話。

## 概要
ジャニーズJr.の風間俊介、錦戸亮、長谷川純が出演したコメディドラマ。
借金を抱えた貧乏3人組が金儲けに精出すという内容。
主題歌（ゼニゲッチューの歌）はこの3人が歌っていたがCDを出すことはなかった。またこのドラマが長く続いていたジャニーズJr.の日曜昼ドラマの最後の作品である。

## キャスト
- 森岡 昭夫：風間俊介
- 本間 宗一郎：長谷川純
- 松上 孝之助：錦戸亮
- キョウコ：川島なお美
- 金野 亡者郎:ルー大柴

### 第1話:チケット並びでゼニゲッチュー!!
- 放送日：2001年5月20日
- ゲスト：ガッツ石松、三上瓔子、前原実、俵広樹、山崎孝文

### 第2話:ロボット作ってゼニゲッチュー!!
- 放送日：2001年5月27日
- ゲスト：西村知美、山田一樹、神南哲也、池田仁、田中亜留羽、布川雄一

### 第3話："DJ占い"でゼニゲッチュー!!
- 放送日：2001年6月3日
- ゲスト：李麗仙、桜金造、田鍋謙一郎

### 第4話：心霊写真でゼニゲッチュー!!
- 放送日：2001年6月10日
- ゲスト：井上順、サエコ※デビュー作

### 第5話：“漫画家”でゼニゲッチュー!!
- 放送日：2001年6月17日
- ゲスト：なべおさみ、早勢美里、菅谷はつ乃

### 最終話：ファイナルゼニゲッチュー!!
- 放送日：2001年6月24日
- ゲスト：ダチョウ倶楽部

## スタッフ
- チーフプロデューサー：佐藤敦（日本テレビ）
- プロデューサー：倉田貴也・角田朋子（日本テレビ）、東城祐司・二宮浩行（MMJ）
- 演出：猪股隆一・高橋直治・佐久間紀佳（日本テレビ）・長谷川康
- 脚本：中田昌宏、三上幸四郎、高山直也
- 制作協力：MMJ
- 製作著作：日本テレビ

## 放送日程
| 話数   | 放送日  | サブタイトル                   | 脚本       | 演出       |
| ------ | ------- | ------------------------------ | ---------- | ---------- |
| 第1話  | 5月20日 | チケット並びでゼニゲッチュー!! | 中田昌宏   | 猪股隆一   |
| 第2話  | 5月27日 | ロボット作ってゼニゲッチュー!! | 三上幸四郎 | 猪股隆一   |
| 第3話  | 6月3日  | "DJ占い"でゼニゲッチュー!!     | 三上幸四郎 | 高橋直治   |
| 第4話  | 6月10日 | 心霊写真でゼニゲッチュー!!     | 高山直也   | 佐久間紀佳 |
| 第5話  | 6月17日 | "漫画家"でゼニゲッチュー!!     | 高山直也   | 長谷川康   |
| 最終話 | 6月24日 | ファイナルゼニゲッチュー!!     | 三上幸四郎 | 猪股隆一   |